# Branle

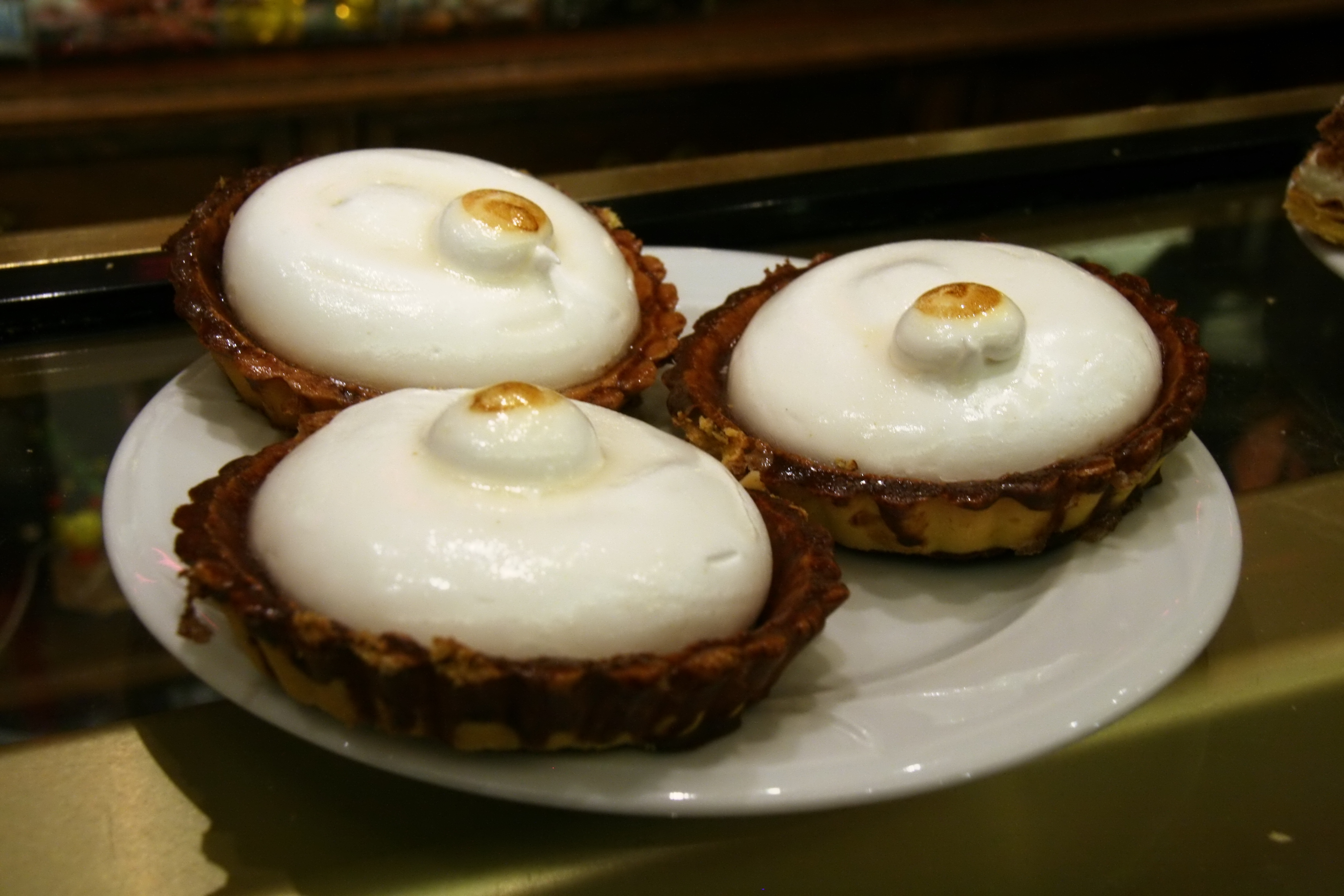

## Etimología
El nombre proviene del francés "branler" (sacudir) y/o "brander" (blandir). En Italia se lo llamó "Brando"Brando Alta Regina, por Cesare Negri y en España "Branle", demostrando la amplia difusión de las danzas francesas e italianas a partir del siglo XVII. El branle parece haber sido trasladado a Escocia

## Coreografía
La única referencia existente sobre los pasos del branle francés es la Orchesography de Thoinot Arbeau, y alguna breve mención al tema por parte de Antonius de Arena. Arbeau explica claramente que el Branle era una danza practicada por la plebe.

## Branle como forma musical
De acuerdo con Arbeau, todos los bailes comenzaban con los mismos cuatro branles: 
- El branle doble, que tenía una forma simple que incluía dos frases de dos compases cada una. Esta forma no era tan diferente de la pavana como para atraer el interés de los compositores, por lo que piezas con este nombre son muy raras en los libros instrumentales de la época, salvo que hubieran sido creadas especialmente para danzar.
- El branle simple, que consiste en una frase de dos compases, seguida de una frase de un compás.
- El branle alegre, estructurado por dos frases de dos compases cada una, pero en tiempo ternario (3/4), y fue más ampliamente utilizado.

(Contextualización: En época de Arbeau los compases no se entendían como hoy. Un compás antiguo equivale a cuatro compases modernos)

## Branles regionales
Arbeau describe coreografías para cinco branles asociados con regiones específicas, el branle bretón, el branle de Borgoña, el branle de Poitou y el branle escocés. Aparte del branle de Borgoña, cada uno de estos bailes parecía tener una conexión genuina con la región, particularmente el branle bretón. En varios libros de música de la época aparece así mismo un Branle de Campaña, que según Arbeau es un sinónimo del de Borgoña.

### Características musicales
Si bien el branle bretón es raramente mencionado fuera del tratado de Arbeau, los otros estilos regionales proveyeron algo de inspiración a los compositores.
Según Mabel Dolmetsch, el Branle fue referico como Brail en Escocia, danza de tiempo binario.El primer branle escocés tenía frases musicales de dos compases, y el segundo de dos o tres. Dos ejemplos de música titulada "Branle escocés" compuestos por Etienne du Tertre tienen sin embargo tiempo ternario.
El branle de Poitou usualmente tenía una métrica de 9/4, aunque se compusieron varios en 6/4, o con alternancia de compases entre 9/4 y 6/4. Existe una variación llamada branle doble de Poitou, que aparece exclusivamente en 6/4.

## Branles no mencionados por Arbeau

### Branle de Montirandé
Es una danza en tiempo binario, de estructura similar al branle doble. Existen ejemplos en El Tesoro de Orfeo de Antoine Franscisque, y en Terpsícore de Michael Praetorius.

### Branles de pueblo (branle de village)
Existe un número de piezas anteriores a la década de 1550 llamadas "Branle de Village", que parecen haber ganado popularidad a principios del siglo XVII. Usualmente incorporan pasajes rústicos en su melodía, como por ejemplo repetición de notas. El branle de village no estaba asociado con una estructura específica de danza, presentando grandes diferencias entre distintas obras así tituladas.

### Otros
Emmanuel Adrianessen incluye una pieza llamada "Branle inglés" en su libro de música para laúd, "Pratum Musicum".

## Suites de branles
Según Arbeau, había muchas suites reconocidas de branles, de hasta más de 10 piezas, con títulos como Branle de Campaña, branle de campo, branle de Henaut, o branle de Aviñón. El nombre del conjunto era "Branles couppez" que se traduce literalmente como "branles cortados", pero más propiamente significaría "branles mezclados".